# Свистун сизий
Свистун сизий (Pachycephala leucogastra) — вид горобцеподібних птахів родини свистунових (Pachycephalidae). Мешкає на Новій Гвінеї і на сусідніх островах.

## Підвиди
Виділяють два підвиди:
- P. l. leucogastra Salvadori & D'Albertis, 1875 — Нова Гвінея;
- P. l. meeki Hartert, E, 1898 — острів Россель[en].

## Поширення і екологія
Окремі популяції сизих свистунів мешкають на півночі і південному сході Нової Гвінеї та на острові Россель в архіпелазі Луїзіада. Вони живуть в мангрових і евкаліптових лісах та на каучукових плантаціях.